# Ridgeway, Iowa
Ridgeway är en ort i Winneshiek County i delstaten Iowa, USA.